# Classical and Quantum Gravity
Classical and Quantum Gravity is een internationaal, aan collegiale toetsing onderworpen wetenschappelijk tijdschrift op het gebied van de astronomie.